# Henri Hennery
Henri Oscar Schaison dit Henri Hennery ou Hennery, né le 18 octobre 1893 dans le 11e arrondissement de Paris et mort le 22 mars 1968 à Nice, est un chanteur et acteur français. 

## Filmographie
- 1932 : Le Baptême du petit Oscar de Jean Dréville (moyen métrage)
- 1934 : Le Train de 8 heures 47 de Henry Wulschleger : Frédéric
- 1941 : Péchés de jeunesse de Maurice Tourneur : un spectateur
- 1947 : Les Trois Cousines de Jacques Daniel-Norman : l'infirmier
- 1948 : Le voleur se porte bien de Jean Loubignac : le directeur de la police
- 1948 : Bichon de René Jayet : Gambier
- 1948 : Halte... Police ! de Jacques Séverac : Fournier
- 1949 : Fandango d'Emil-Edwin Reinert : Bouffartigue
- 1949 : Je n'aime que toi de Pierre Montazel
- 1949 : Dernière Heure, édition spéciale de Maurice de Canonge
- 1949 : Ainsi finit la nuit d'Emile-Edwin Reinert : Ernest
- 1950 : Rendez-vous avec la chance d'Emil-Edwin Reinert : le déménageur
- 1950 : Justice est faite d'André Cayatte
- 1950 : La vie est un jeu de Raymond Leboursier
- 1950 : La Souricière de Henri Calef : un avocat
- 1951 : Bouquet de joie de Maurice Cam
- 1952 : Fanfan la Tulipe de Christian-Jaque : Guillot
- 1952 : La Femme à l'orchidée de Raymond Leboursier : Bruno
- 1952 : Brelan d'as d'Henri Verneuil : le directeur
- 1956 : Villa sans souci de Maurice Labro : le maître d'hôtel
- 1956 : La Lumière d'en face de Georges Lacombe : Ernest
- 1956 : La Châtelaine du Liban de Richard Pottier : l'armateur

## Distinction
- Croix de guerre 1914-1918 avec palme de bronze (citation à l'ordre de l'Armée)[3].